# Беркли (Ајова)
Беркли (енгл. Berkley) град је у америчкој савезној држави Ајова. По попису становништва из 2010. у њему је живело 32 становника.

## Демографија
Према попису становништва из 2010. у граду је живело 32 становника, што је 8 (33,3%) становника више него 2000. године.
| Група             | 2000.       | 2010.      |
| Белци             | 24 (100.0%) | 31 (96,9%) |
| Афроамериканци    | 0 (0,0%)    | 0 (0,0%)   |
| Азијати           | 0 (0,0%)    | 0 (0,0%)   |
| Хиспаноамериканци | 0 (0,0%)    | 1 (3,1%)   |
| Укупно            | 24          | 32         |